# Младен Налетилић
Младен Налетилић „Тута“ (Лиштица, 1. децембар 1946 — Мостар, 17. децембар 2021) био је хрватски политички емигрант и заповедник Кажњеничке бојне. Хашки трибунал осудио га је на 20 године затвора због злочина против човечности, кршења ратног права и Женевских конвенција током Муслиманско-хрватског сукоба.

## Биографија
Рођен је у Широком Бријегу, где је завршио основну школу и два разреда гимназије. За преостала два разреда је фалсификовао сведочанства и покушао да се упише на Факултет у Сарајеву. Разоткривен је и југословенске тајне службе су почеле да се интересују за њега. Зато је побегао у Немачку, где се повезао са организацијом Уједињени Хрвати Немачке, познатом по својим радикалним стајалиштима. Сарађивао је са немачком и бугарском тајном службом како би се заштитио од југословенских.
Када је почео рат у Хрватској, 1991, указом Фрање Туђмана му је дозвољено да се врати у земљу. Одмах се ангажовао у рату и постао припадник Збора народне гарде. Међутим, 1992. године бива послат у БиХ и прикључује се ХВО-у, у оквиру кога је основао специјалну јединицу - Кажњеничку бојну. КБ је учествовала, заједно са Армијом БиХ, у операцији Липањске зоре, током које је Мостар одбрањен од напада ЈНА и српских паравојних јединица. 1993. године долази до хрватско-муслиманског сукоба и КБ се ангажује у њему. КБ је за време рата у Мостару чувала хрватске положаје од муслиманских војних јединица. 1994. је дошло до склапања Вашингтонског споразума и Тута је оптужио хрватско и херцегбосанско вођство за издају. 1994. је учествовао у борбама на Ускопаљско-Рамајској бојишници.
После рата, хрватски државни врх се окренуо против Туте, и он бива хапшен и затим послат у Хаг. У Хагу је против Туте подигнута оптужница за злочине против човечности, насилно депортовање цивила, кршење обичаја ратовања, убиство и подстицање на убиство. Осуђен је на 20 године затвора, а на слободу је пуштен 2013. године, након 2/3 одслужене казне.
Преминуо је од последица срчаног удара.